# Birkenwald
Birkenwald je občina v departmaju Bas-Rhin francoske regije Alzacija.
Leta 2008 je v občini živelo 289 oseb oz. 56 oseb/km².